# Tetracanthella bosnia
Tetracanthella bosnia is een springstaartensoort uit de familie van de Isotomidae. De wetenschappelijke naam van de soort is voor het eerst geldig gepubliceerd in 1974 door Palissa & Zivadinovic.